# Byl jednou jeden polda
Byl jednou jeden polda (littéralement en français : Il était une fois un flic), est une comédie tchèque réalisée en 1995 par Jaroslav Soukup.

## Synopsis
Le major Václav Maisner (Ladislav Potměšil (en)) commande l'école secondaire de police. Il a reçu des informations du vice-ministre de l'Intérieur (Miroslav Moravec (en)) selon lesquelles parmi les nouvelles recrues se trouve un agent infiltré du FBI, chargé de rédiger un rapport sur ses méthodes d'enseignement « l'école comme un jeu ». Maisner décide de retrouver l'agent et s'implique ainsi dans diverses disputes et scènes comiques.

## Distribution
- Ladislav Potměšil (en) : major Václav Maisner
- Simona Krainová (cs) : Simona Ptáčková
- Miroslav Moravec (en) : le vice-ministre de l'Intérieur
- Jana Synková (cs) : la psychologue Jiřina Kudláková
- Rudolf Hrušínský le jeune : le policier Robert
- Květa Fialová : la tante de Robert
- Tomáš Matonoha (en) : le policier Štefan Světský
- Radim Kalvoda : le policier Josef Glaser
- Jaroslav Sypal : le lieutenant René Hrubec
- Marcel Ochránek : le policier Petr
- Ivan Gübel : le lieutenant Kuře
- Petra Martincová : la policière Boženka Vinklářová
- Eva Kuszniruková : la policière Jana Pancířová
- Pavel Nový (en) : Pancíř, le père de Jana
- Rudolf Hrušínský junior :  le pathologiste Slavíček
- Oldřich Navrátil (en) : le professeur de sténographie
- Pavel Kikinčuk
- Kateřina Lojdová